# 砷鈷鎂鈣石
砷鈷鎂鈣石（英語：Wendwilsonite）又稱水砷鎂鈣石，為一種砷酸鹽礦物，其化學式為Ca
2Mg(AsO
4)
2 · 2H2O，與砷鎂鈣石為同質異形體，其中鎂的部分常常被鈷取代，並與砷鈷鈣石形成固溶體系列。
砷鈷鎂鈣石的英文名稱由來，主要是為了紀念礦物學期刊《礦物學記錄》的主編Wendell E. Wilson博士而命名。

## 生成和產地
砷鈷鎂鈣石是一種稀有的次生礦物，主要形成於含有鈷的熱液礦床中。標準產地有摩洛哥德拉-塔菲拉勒特大區瓦爾扎扎特省泰茲納赫特Bou Azzer礦區以及美國紐澤西州蘇塞克斯郡奧格登斯堡的Sterling Hill，其中摩洛哥Bou Azzer礦區產的砷鈷鎂鈣石晶體可達6mm常和砷鎂鈣石與鈷華共生，美國紐澤西州Sterling Hill所產的晶體則比較小不到1mm與方解石共生長在蛇紋岩中。另外在亞塞拜然、智利及德國都有發現砷鈷鎂鈣石的紀錄。